# Домовински покрет
Домовински покрет, (ДП), првобитни назив Домовински покрет Мирослава Шкоре је опозициона парламентарна ултрадесничарска и националистичка политичка партија у Хрватској. Њен оснивач је музичар Мирослав Шкоро, кандидат на председничким изборима у Хрватској 2019-20. Актуелни председник Домовинског покрета је Иван Пенава.
Домовински покрет се сматра конзервативном, популистичком, националистичком и евроскептичном партијом. ДП је учествовао на хрватским парламентарним изборима 2020. године у коалицији са неколико других мањих десничарских до крајње десничарских странака, укључујући Хрватску конзервативну странку, Хрватски раст и Блок за Хрватску, а коалиција је освојила 10.89% гласова, те 16 заступника у Хрватском сабору, док тренутно има 10 заступника након изласка појединих заступника из партије.